# Wilhelm Roeckel (Politiker)
Wilhelm Roeckel (* 3. August 1865 in Herbholzheim; † 25. Januar 1936 in Bühl) war ein deutscher römisch-katholischer Geistlicher und Abgeordneter der Badischen Ständeversammlung bzw. des Badischen Landtages (Zentrum).

## Leben
Roeckel entstammte kleinbürgerlichen Verhältnissen; trotz der durch den Tod des Vaters entstandenen prekären finanziellen Lage der Familie legte er das Abitur ab und studierte Theologie an der Universität Würzburg und der Universität Freiburg. 1901 wurde ihm die Pfarrei Urloffen (heute Ortsteil von Appenweier) übertragen. 
Roeckel baute in verantwortlicher Position den Acher- und Bühler Boten zur lokal einflussreichsten Zeitung auf. 1909–1925 gehörte Roeckel für den Wahlkreis Achern der Zweiten Kammer der Badischen Ständeversammlung bzw. dem Badischen Landtag an und war dort Mitglied in der Zentrumsfraktion. 1929 wurde er zum Ehrenbürger der Stadt Bühl ernannt.